# Cross-River-Sprachen

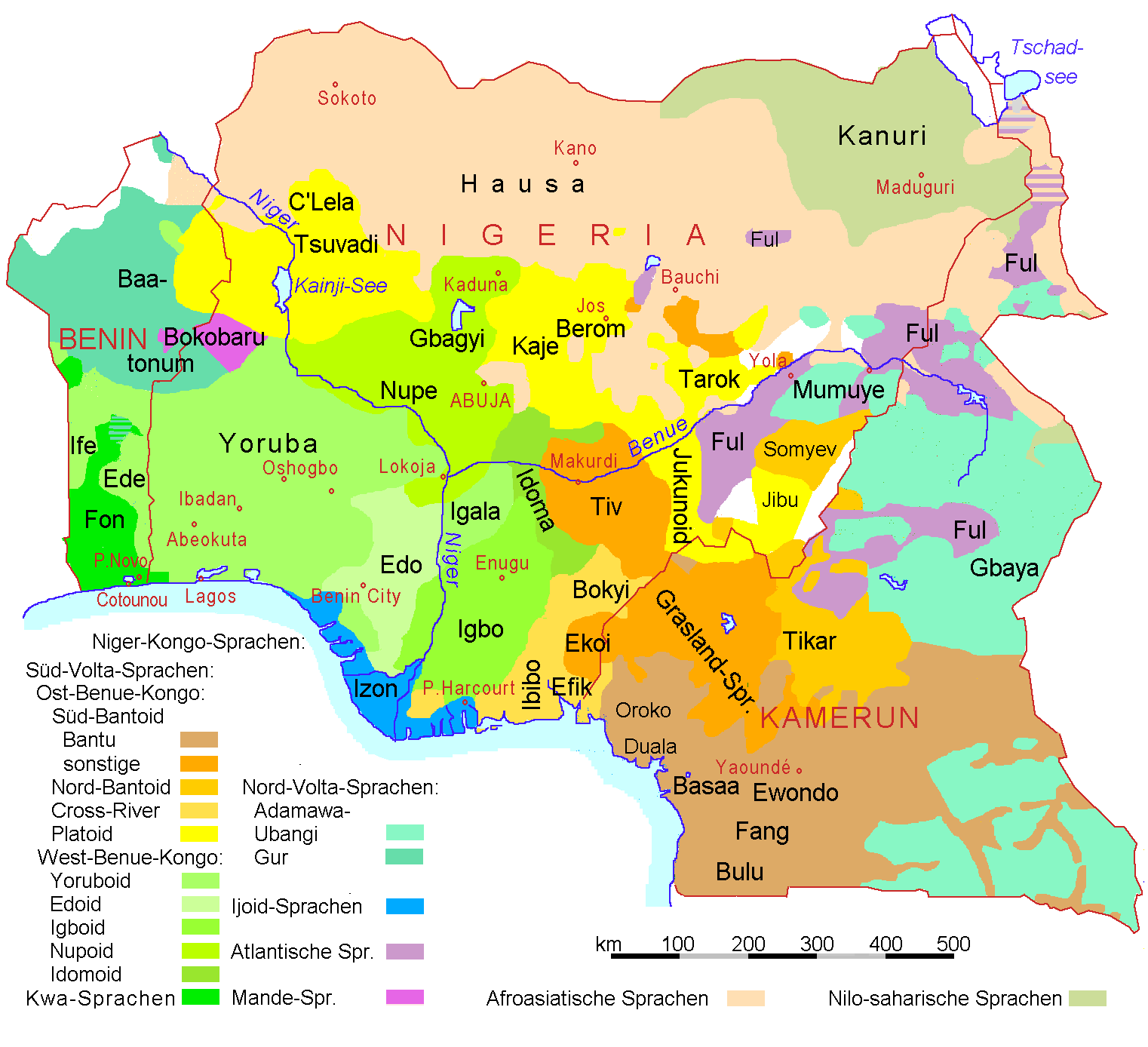
West-Benue-Kongo, Platoid, Cross-River-Sprachen, Nord-Bantoid, Süd-Bantoid außer Bantu und die Nordwestecke des Bantu-Gebietes

Die Cross-River-Sprachen (oder auch Cross-River) bilden eine Untereinheit des Ost-Benue-Kongo, eines Zweiges der Benue-Kongo-Sprachen, die ihrerseits zum Niger-Kongo gehören.
Die rund 70 Cross-River-Sprachen werden von etwa 6 Millionen Menschen in Südost-Nigeria und in Nordwest-Kamerun gesprochen. Zentrum ist der Bundesstaat Cross River State in Nigeria. Cross-River zerfällt in die Untereinheiten Bendi und Delta Cross.

## Überblick
Das Ost-Benue-Kongo (Joseph Greenbergs Benue-Kongo) zerfällt in die Hauptgruppen der platoiden Sprachen und der bantoiden Cross-Sprachen, letztere wiederum in die Cross-River-Sprachen und die bantoiden Sprachen (siehe Diagramm).
- Niger-Kongo
  - Volta-Kongo
    - Süd-Volta-Kongo
      - Benue-Kongo
        - Ost-Benue-Kongo
          - Platoid
          - Bantoid-Cross
            - Cross-River
            - Bantoid

## Klassifikation
Die etwa 70 Cross-River-Sprachen gliedern sich in Bendi (zehn Sprachen, 400 Tsd. Sprecher) und Delta Cross (etwa 60 Sprachen mit 5,5 Mio. Sprechern). Die mit Abstand bedeutendsten Cross-River-Sprachen sind die nah verwandten Sprachen Efik (500 Tsd. Muttersprachler, als Verkehrssprache sprechen es 2 bis 3 Mio.), Ibibio (2 Mio.) und Anaang (1 Mio.), die alle drei zum Lower Delta-Cross gehören.
Der Name „Cross-River“ und die zugehörigen Sprachen wurden von Greenberg 1963 unverändert übernommen, die interne Einteilung in mehreren Schritten verändert, die hier vorgestellte Klassifikation aller Cross-River-Sprachen basiert auf Connell 1998 (der allerdings die Zugehörigkeit der Bendi-Gruppe nicht für gesichert hält) und dem unten angegebenen Weblink.
Klassifikation der Cross-River-Sprachen
- Cross River
  - Bendi
    - Bokyi (150 Tsd.), Bekwarra (100 Tsd.), Bete-Bendi (40 Tsd.), Obanliku (65 Tsd.), Putukwam (12 Tsd.),
Ukpe-Bayobiri (12 Tsd.), Alege, Bumaji, Ubang

  - Delta Cross
    - Upper Delta Cross
      - Zentral
        - Mbembe-Legbo: Mbembe (100 Tsd.); Legbo (60 Tsd.), Leyigha (10 Tsd.), Lenyima
        - Olulumo-Ikon (30 Tsd.)
        - Lokaa: Lokaa (120 Tsd.), Nkukoli, Lubila
        - Koring-Kukele: Kukele (100 Tsd.), Uzekwe (5 Tsd.); Koring (75 Tsd.)
        - Kohumono: Kohumono (30 Tsd.), Agwagwune (20 Tsd.), Umon (20 Tsd.); Ubagara (30 Tsd.)

      - Agoi-Doko: Agoi (12 Tsd.), Bakpinka, Doko-Uyanga
      - Kiong-Korop: Korop (12 Tsd.), Kiong, Odu †
      - Ukpet-Ehom

    - Lower Delta Cross
      - Efik-Ibibio: Efik (500 Tsd., mit Zweitsprechern 2–3 Mio.), Ibibio (2 Mio.), Anaang (1 Mio.), Ukwa
      - Ekit: Ekit (200 Tsd.), Etebi (15 Tsd.)
      - Ibuoro: Ibuoro, Ito Mbon, Ito, Nkari (je 5 Tsd.)
      - Enwan-Uda: Enwan (15 Tsd.), Uda (10 Tsd.)
      - Obolo (Andoni) (100 Tsd.)
      - Okobo (50 Tsd.)
      - Oro (75 Tsd.)
      - Sonstige: Ibino (10 Tsd.), Usaghade (10 Tsd.), Iko, Eki, Idere, Ebughu, Efai (jeweils etwa 5 Tsd.)

    - Ogoni
      - Ost: Koana (Ogoni) (200 Tsd.), Gokana (100 Tsd.)
      - West: Eleme (60 Tsd.), Baan (5 Tsd.)

    - Zentral-Delta
      - Kugbo: Ogbia (Oloibiri-Kolo-Anyama) (200 Tsd.), Ogbogolo (10 Tsd.)
      - Abua-Odual: Abua (25 Tsd.), Odual (20 Tsd.)

    - Akum (< 1 Tsd.) (Zuordnung unklar)

## Sprachliche Charakteristik
Einige Sprachen des Upper Delta Cross und des Bendi haben noch ein voll ausgeprägtes Nominalklassensystem, andere nur noch reduzierte Systeme mit beschränkter Konkordanz (Lower Delta Cross) bis hin zum völligen Wegfall des Klassensystems in der Ogoni-Gruppe. Es gibt zahlreiche Verbalableitungen und die üblichen Pronomina: unabhängiges Personalpronomen, abhängiges Subjekt-, Objekt- und Possessivpronomen. Die Satzstellung ist SVO, es werden nur Präpositionen verwendet. Die Nominalphrase hat die Grundfolge Bestimmtes Nomen + Bestimmer, allerdings steht das Adjektiv häufig vor seinem Nomen. Ein Beispiel aus dem Oro:
- usim aba „der Schwanz (usim) des Hundes“
- otido usim „der lange Schwanz“

Die Verbalflexion erfolgt in der Regel durch ein System von Präfixen, seltener durch Suffixe. Reduplikation der Verbalwurzel ermöglicht eine Fokussierung (Betonung) des Verbums, Umstellung der normalen Satzfolge (SVO → OSV) fokussiert das Objekt. Dazu ein Beispiel aus dem Obolo (ohne Tonangabe, n- ist das Subjekt-Präfix der 1. Person Singular):
- n-fuk ikpa „ich las das Buch (ikpa)“ (neutral)
- n-fo-fuk ikpa „ich las das Buch (und schrieb es nicht)“
- ikpa n-fuk „das Buch war es, was ich las (nicht die Zeitung)“
- n-ba-fuk ikpa „ich werde das Buch lesen“ (Futur-Präfix ba-)